# 南京鼓楼医院
南京鼓楼医院，又名南京大学医学院附属鼓楼医院、南京市红十字中心医院，位于中国江苏省南京市中山路321号，是一所集医疗、教学、科研为一体的综合性三级甲等医院。现核定床位2500张，在岗职工3863名，其中：卫生专业技术人员3398人，正、副主任医师400余人，正、副教授220余人，博士生导师40余人、硕士生导师180余，40位著名专家享受国务院特殊津贴。2014年医院门急诊病人290余万人次，出院病人8.2万余例。

## 历史
鼓楼医院前身为创建于1892年的基督医院，因创办者为美国基督教会的加拿大籍传教士、医学博士马林（William E. Macklin），所以又称“马林医院”。1886年马林受教会派遣来到中国，并在南京进行传教行医活动，随后在鼓楼附近购地建造医院，1892年建成两层西式楼房一幢，是南京地区最早的一所西医院。
马林医院此后一度成为金陵大学实习医院，1914年正式称为金陵大学鼓楼医院，并在1917至1924年间陆续扩建病房、手术房、办公楼等，随后几易其名，1942年改为日本同仁会南京诊疗班鼓楼医院，1951年改为公立更名南京市人民鼓楼医院，1972年改名南京市鼓楼医院，2014年定名南京鼓楼医院。1987年成为南京大学医学院附属医院。
2004年，南京市第三医院（原南京南京铁路中心医院，位于中山北路262号）并入鼓楼医院。2012年，投资11亿元的鼓楼医院南扩工程建成，医院床位增加到2400张，总建筑面积达到30万平方米。新建的门急诊大楼楼顶设直升机停机坪，伤病人员可通过直升机直达急诊抢救。

## 研究机构
鼓楼医院积聚着许多国内外著名的医疗专家，成立了多个专业研究所和治疗中心。部分研究机构：
- 南京大学肝胆研究所
- 南京大学分子生殖医学中心
- 肝胆外科研究所
- 消化疾病研究所
- 呼吸疾病研究所
- 泌尿外科研究所
- 代谢性骨病防治研究中心
- 南京大学－香港中文大学脊柱侧弯联合研究中心
- 关节疾病诊治中心

## 保护文物
马林医院旧址建筑为南京市重点保护建筑，位于南京市中山路196号鼓楼医院内，是著名民国建筑之一。1892年所建的病房采用美国殖民地式风格，外墙为清水砖墙，以青砖砌筑、红砖镶嵌，立面设上下两排圆形拱窗，坡屋面上设一排双坡顶老虎窗，随后扩建的病房、手术房、办公楼均为西式建筑。医院内原基督会教堂已毁。
- 鼓楼医院创办者，传教士马林像
- 早期建筑之一，病房楼
- 病房楼大门
- 早期建筑之二，手术房、办公楼

## 鼓医集团
鼓楼医院集团是以南京鼓楼医院为核心的医疗集团，是江苏最大的医院集团，也是中国第一家医院集团。

### 发展历程
- 1996年11月，鼓楼医院联合南京市儿童医院、南京市口腔医院组建协作型的南京鼓楼医院集团。
- 2003年，江苏宿迁医院、上海梅山医院先后成为鼓楼医院集团成员，获得南京鼓楼医院的品牌、技术和管理资源。
- 2004年10月，南京市胸科医院加入鼓楼医院集团。
- 2005年7月，鼓楼医院集团成为独立事业单位法人。

### 成员医院
- 南京市鼓楼医院
- 南京市口腔医院
- 南京市胸科医院
- 南京高新医院
- 仙林鼓樓醫院
- 南京鼓樓醫院江北國際醫院
- 六合區人民医院
- 高淳區人民医院
- 儀征醫院
- 安庆石化医院
- 宿迁市人民医院
- 滁州市第一人民医院
- 马鞍山市秀山医院
- 上海梅山医院